# Metta Sutta

Mettā Sutta (pali; « discours sur l'amour / l'amour bienveiillant ») est le titre utilisé pour deux sutra bouddhiques du Canon Pali, l'un et l'autre récités par les moines theravadin. Le premier — le plus souvent récité — s'intitule Karaṇīyamettā Sutta (« Discours sur les avantages de l'amour bienveillant »), ainsi intitulé d'après son incipit, Karaṇīyam : « (C'est cela) qui devrait être fait. »  On le trouve dans le Sutta Nipāta (Sn 1.8) et le Khuddakapāṭha (Khp 9). Il compte dix versets et vante à la fois les qualités vertueuses et le développement méditatif de mettā (sanskrit: maitri), mot souvent traduit par « bienveillance, amitié », ou « amour bienveillant ».  
Cette idée de bienveillance inconditionnelle se retrouve dans la traduction en anglais de Thanissaro Bhikkhu (en) par goodwil, mot rendu en français par « bienveillance », mais qui véhicule en même temps l'idée de « bonne volonté », ce qui souligne que la pratique est utilisée pour développer des comportements ou des gestes de bonne volonté envers tous les êtres.
L'autre sutra, appelé Mettānisamsa Sutta (« Discours sur les bienfaits de l'amour bienveillant »), énumère onze bienfaits que procure la pratique de mettā . Il se trouve dans l'Anguttara Nikaya (AN 11.15). Cet article porte sur le Karaṇīyamettā Sutta.

## Contexte

### Place dans le canon
Dans le canon pali du bouddhisme Theravada, mettā est l'une des quatre « demeures divines » (pali : brahmavihāra) recommandées pour cultiver l'harmonie interpersonnelle et la concentration méditative (voir, par exemple, kammaṭṭhāna, « sujet de méditation »). Dans les œuvres canoniques ultérieures (comme le Cariyâpitaka (en), quinzième recueil du Khuddaka Nikâya), mettā est l'une des dix « perfections »(pāramī) qui favorisent la réalisation de l'éveil (bodhi) et constituent une condition préalable pour atteindre la bouddhéité.

### Cadre narratif
Selon le commentaire post-canonique du Sutta Nipāta, qui donne le cadre narratif du Mettā Sutta, un groupe de moines se rendit dans la forêt durant la saison des pluies afin de méditer, ce qui dérangea les trois divinités de la forêt qui cherchèrent à les éloigner en leur faisant peur durant la nuit. Les moines vinrent trouver le  Bouddha et lui  demandèrent conseil. Celui-ci leur enseigna alors le Mettā Sutta, leur expliquant comment méditer sur l'amour bienveillant,: 

« Que tous les êtres soient en paix. / Que tous les êtres vivants, quels qu’ils soient — / Les faibles comme les forts, tous sans exception, / Les grands et les puissants, les moyens et les petits, / Visibles et invisibles, proches et lointains, nés et à naître — / Que tous les êtres soient en paix ! »

Les moines récitèrent le sutta et répandirent ces pensée de bienveillance à travers toute la forêt, ce qui apaisa les dévas de la terre.

## Contenu
Le Mettā Sutta contient un certain nombre de contemplations ou de récitations qui favorisent le développement de mettā à travers des attitudes vertueuses et la méditation. Le discours identifie quinze qualités morales et conditions propices au développement de mettā. Il s'agit notamment de qualités telles que ne pas mentir (uju), être sincère (suju), être facile à corriger (suvaco), être doux (mudu) et être sans arrogance (anatimānī).
En termes de développement méditatif, le discours identifie un souhait intentionnel qui facilite la génération de mettā (pali : sukhino vā khemino hontu, « Que tous les êtres soient heureux et en sécurité ») ; ensuite, un moyen de développer des objets de méditation (une liste de tailles diverses, de proximité, etc.) autour d'un tel souhait; puis, une métaphore — l’amour protecteur d’une mère pour son enfant unique — afin d'illustrer la manière dont on devrait chérir ce thème de méditation et le garder dans son cœur; et enfin, une méthode pour diffuser mettā vers l'extérieur dans toutes les directions.

## Utilisation
Ce discours est souvent récité dans le cadre des services religieux dans la tradition Theravada (et c'est même l'un des plus fréquemment récités), mais il est également populaire dans la tradition Mahayana. Ainsi, il est régulièrement chanté par le sangha du Village des Pruniers (fondés par Thich Nhat Hanh), et il fait partie du recueil Chants du cœur, utilisé par le sangha pour les cérémonies,.
Il a été rapporté que des moines bouddhistes ont chanté le Mettā Sutta dans le cadre de leur manifestation en septembre et octobre 2007 contre l'armée en Birmanie.